# Apatura leechii
Apatura leechii är en fjärilsart som beskrevs av Moore 1896. Apatura leechii ingår i släktet Apatura och familjen praktfjärilar. Inga underarter finns listade i Catalogue of Life.